# Baumwipfelpfad Harz

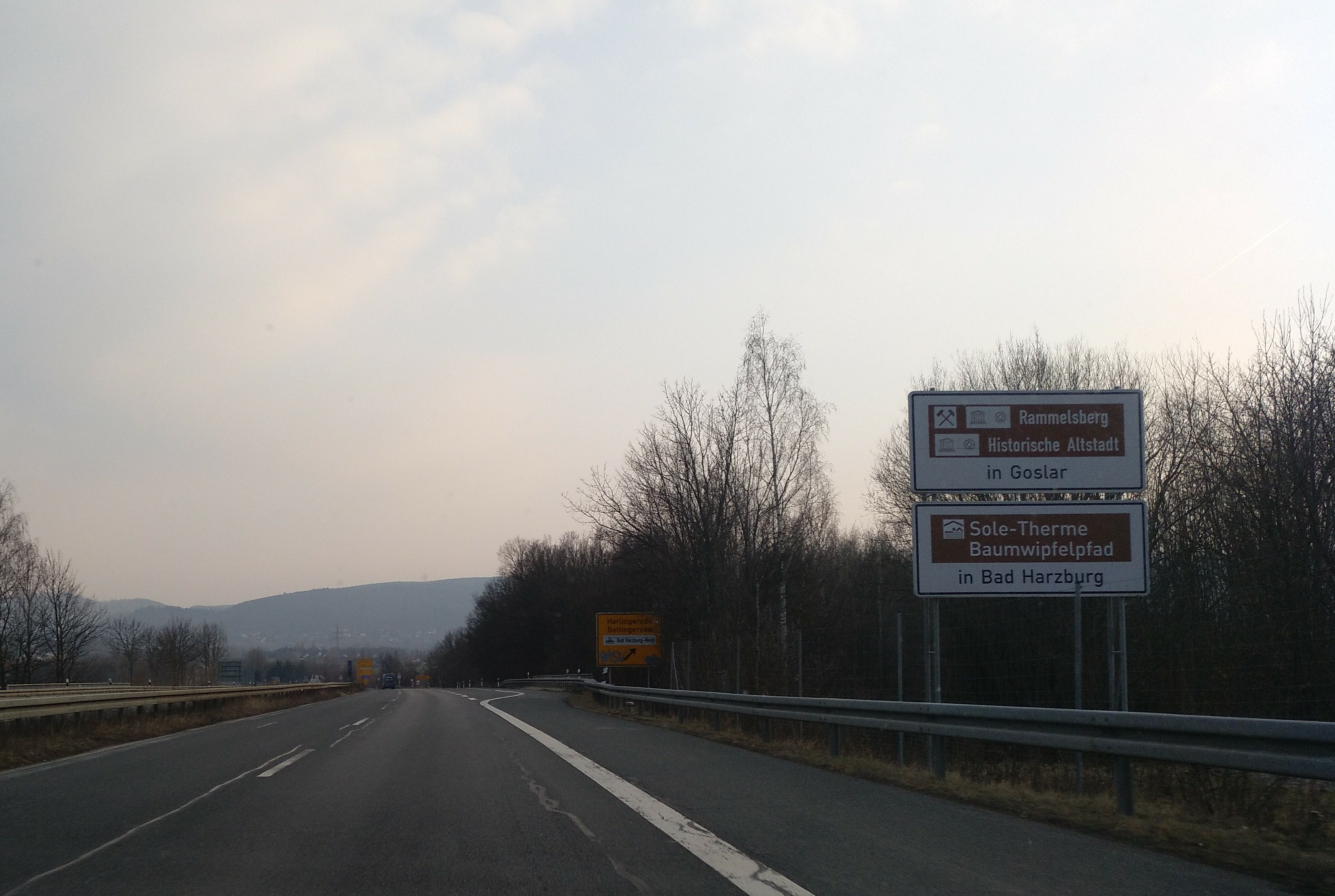
Unterrichtungstafel an der A 369

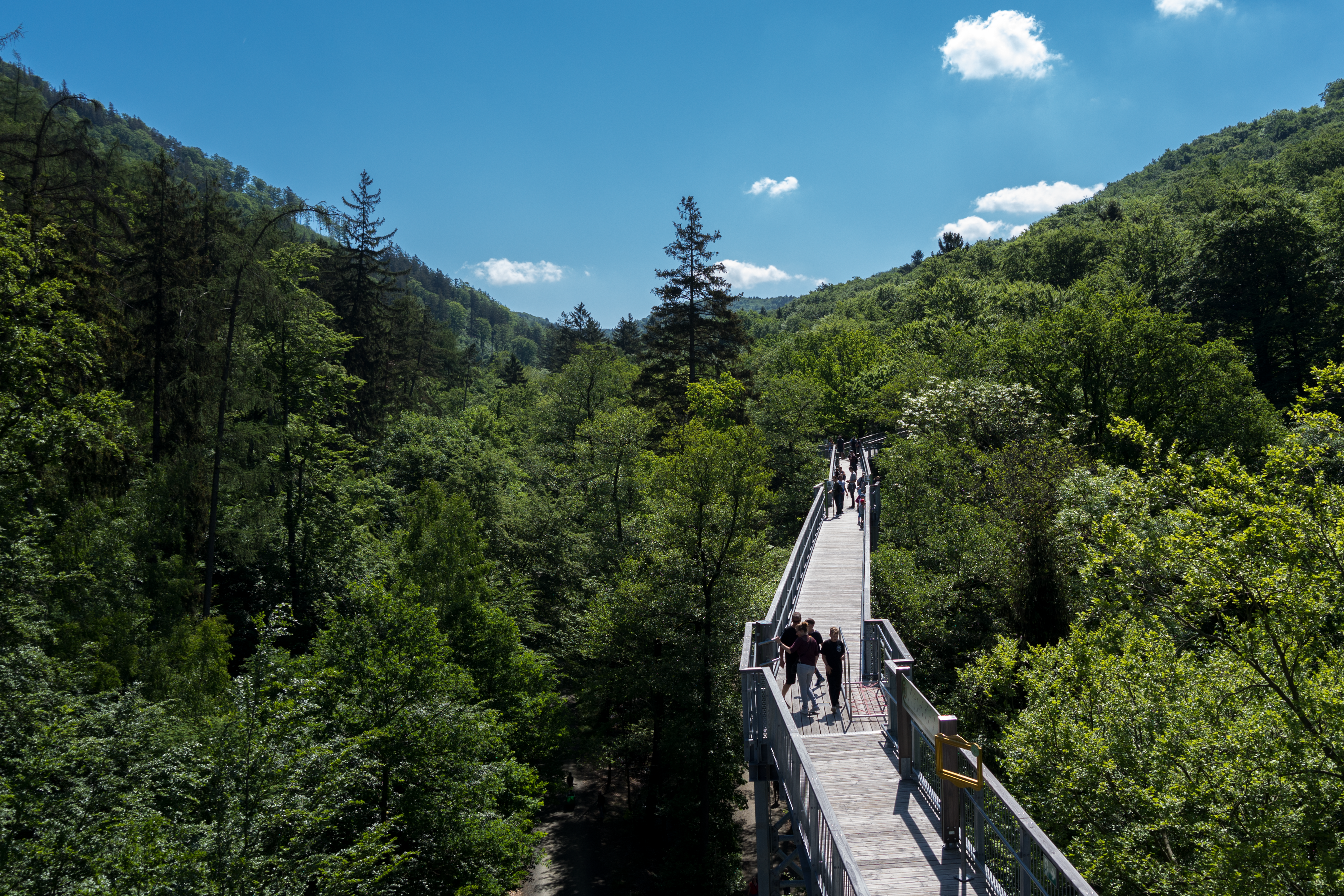
Baumwipfelpfad Harz (2018)

Der Baumwipfelpfad Harz (auch Baumwipfelpfad Bad Harzburg) ist ein Lehr- und Baumkronenpfad im Harz auf dem Gebiet der Stadt Bad Harzburg im Landkreis Goslar,
Niedersachsen.

## Geografie
Der Baumwipfelpfad befindet sich südlich des Großen Burgbergs im Kalten Tal auf Fläche der Niedersächsischen Landesforsten und unmittelbar angrenzend an den Nationalpark Harz. Das Kalte Tal wird von dem Radau-Nebengewässer Kaltentalbach durchflossen, der den Schweineteich speist, und ebenfalls direkt vom Baumwipfelpfad aus zu betrachten ist.
Er befindet sich abseits des Siedlungsgebiets innerhalb des Harzes und ist über die westlich gelegene Bundesstraße 4 beziehungsweise den Kurpark zu erreichen.

## Anlage
Der Baumwipfelpfad ist über eine Einstiegskrone zu erreichen, die sich über eine Länge von etwa 300 Metern in die Höhe schraubt. Barrierefreiheit ist in der gesamten Streckenführung gegeben, die maximale Steigung beträgt 5,8 %. Über eine Höhe von bis zu 26 Metern über dem Boden führen die an 18 Plattformen angedockten Brücken durch das Tal.
Insgesamt 50 „Erlebnisstationen“ informieren über die Geschichte der Region, die Holzwirtschaft und die Natur.
Die Anlage hat jährlich rund 200.000 Besucher.

## Geschichte
Die Anlage ist der erste Baumwipfelpfad Niedersachsens und des Harzes. Der erste Spatenstich erfolgte am 23. September 2014. Generalunternehmer des Bauprojekts war die Biedenkapp Stahlbau GmbH, die Baukosten beliefen sich auf ca. 4,6 Millionen Euro und das Bauprojekt wurde von November 2014 bis März 2015 ausgeführt. Die Inbetriebnahme des Baumwipfelpfades erfolgte am 8. Mai 2015.
Am 9. Oktober 2019 begrüßte der Baumwipfelpfad den einmillionsten Besucher.

## Auszeichnungen
Im September 2022 wurde der Baumwipfelpfad Harz vom Niedersächsischen Wirtschaftsministerium als besonders kinder- und familienfreundlich ausgezeichnet und trägt nun die Zertifizierung Kinderferienland Niedersachsen.

## Erweiterungen

### Baumschwebebahn
Als erste Erweiterung entstand eine Baumschwebebahn östlich des Baumwipfelpfades. Sie führt vom 483 Meter hohen Burgberg über eine Strecke von rund 1000 Metern in das Kalte Tal. An einem Gurt hängend geht es mit maximal 15 km/h bis zum Ende des Baumwipfelpfades. Der hierzu nötige Beschluss des Rates der Stadt Bad Harzburg erfolgte am 20. Juni 2017 und die Bekanntgabe am 18. Juli 2017.
Der Bau wurde offiziell mit der Gründung der Baumschwebebahn Bad Harzburg GmbH am 28. Mai 2019 begonnen und im Juli 2020 wurde das 2,5 Millionen Euro teure Projekt fertiggestellt. Die BaumSchwebeBahn HARZ wurde am 1. August 2020 eröffnet.

#### Kritik
Kritik an diesem Projekt wird vor allem von Umweltverbänden geübt. Friedhart Knolle, Geologe und aktives Mitglied in verschiedenen dem Harz gewidmeten Vereinen, sprach in der Mitteldeutschen Zeitung diesbezüglich von einer „Verrummelung“ des Landschaftsschutzgebietes, die im Gegensatz zum Baumwipfelpfad keinen konstruktiven Beitrag zur Umweltbildung leiste und daher nicht tragbar sei.

### Wipfelleuchten
Der Baumwipfelpfad wurde in das Konzept des Salz- und Lichterfests integriert, indem alljährlich zum letzten Augustwochenende das Wipfelleuchten durchgeführt wird: Die Anlage wird mit einer Lichtinstallation auf der Krone geschmückt, die von einem Beachclub mit Cocktailbar und Seiltänzern begleitet wird.